# فليك (سمك)
فتات أو رقائق السمك (بالإنجليزية: Flake fish) هو مصطلح يستخدم في اللغة الأسترالية للإشارة إلى أحد أنواع اللحم من لحوم سمك القرش، وخاصة نوع سمك القرش الصمغي. وقد يكون ظهر هذا المصطلح في أواخر العشرينيات من القرن الماضي عندما تم إنشاء مصايد او شباك لصيد أسماك القرش على نطاق واسع بالقرب من ساحل فيكتوريا. وحتى ذلك الوقت، كانت تتم عملية صيد سمك القرش بشكل عرضي وليس النوع المستهدف من عملية صيد الأسماك والمتاجرة فيها.
انتشر هذا النوع من اسماك القرش وأصبح أكثر شيوعا في المنطقة لما يتمتع بنكهة خفيفة، وملمس ناعم ومظهر ابيض يبقى واضحا حتى بعد الطهي، وميزته هي أن قوامه ليس له عظام، لأن أسماك القرش غضروفية وبالإضافة الى هذه الصفات، انخفاض سعره والعرض الجاهز له، حيث اصبحت رقائق الاسماك ذات طلب واسع ومرغوب فيها والتي تقدم في مطاعم ومتاجر الأسماك في استراليا، وادى ذلك أيضا الى ارتفاع سعره بشكل مباشر. بالرغم من ان هذه المقالة تركز بشكل رئيسي على نوع رقائق أو قشور أسماك القرش التي تُباع على شكل فتات تعتبر من أسماك القرش الصمغية، إلا أن هناك العديد من الأنواع الأخرى مذكورة أدناه:
- سمك القرش الصمغي، موستيلوس أنتاركتيكوس
- مدرسة القرش، غاليورهينوس غاليوس
- أسماك الفيل، كالورهينشوس ميلي
- قرش ويسكيري، فورغاليوس ماكي
- القرش الأسترالي الأسود، كارشارهينوس تيلستوني
- سوشارك (أي من عدة أنواع بريستيوفوروس)
- أسماك قرش الكلاب المختلفة (عائلة سكواليداي)
- ووبيغونغ (عائلة أوريكتولوبيداي)

في خلال فترة أواخر الستينيات، أدت مشاكل التلوث بسبب المعادن الثقيلة وخاصة الزئبق الى إصابة أنواع اسماك القرش وخاصة الأكبر حجما منها، مما أدى الى احتجاج عام ومن قبل المستهلكين إلى حظر بيع أسماك القرش الكبيرة في في الأسواق التجارية في عام 1972، والتي ظلت سارية المفعول حتى 1985. وفي بريطانيا، غالبًا ما تُباع سمك كلب البحر المرقط الكبير على أنه ذات قشور.